# Carl Steinhofer
Carl Steinhofer (ur. 27 czerwca 1872 w Wiedniu, zm. 7 lutego 1933 w Grazu) – austriacki architekt.
Ukończył w roku 1891 Państwową Wyższą Szkołę Przemysłową (niem. Höhere Staatsgewerbeschule). Po odbyciu czteroletnich praktyk, rozpoczął niezależną działalność w roku 1895. W 1900 r. otrzymał państwowy dyplom mistrza budowlanego. Przed I wojną światową tworzył przede wszystkim liczne projekty kamienic mieszkalnych w rodzinnym Wiedniu, ale jest również autorem kilku kościołów. W późniejszym okresie ograniczył się już tylko do wykonawstwa, zanim wskutek pogorszenia się stanu zdrowia musiał zupełnie zrezygnować z pracy. Ostatnie lata spędził w Grazu oraz na długich kuracjach podejmowanych w nadadriatyckiej Opatii.
Zalicza się do typowych przedstawicieli późnego historyzmu, w projektach kamienic preferując formy neorenesansowe, w budowlach sakralnych zaś neogotyk ceglany (zainspirowany twórczością Friedricha von Schmidta).

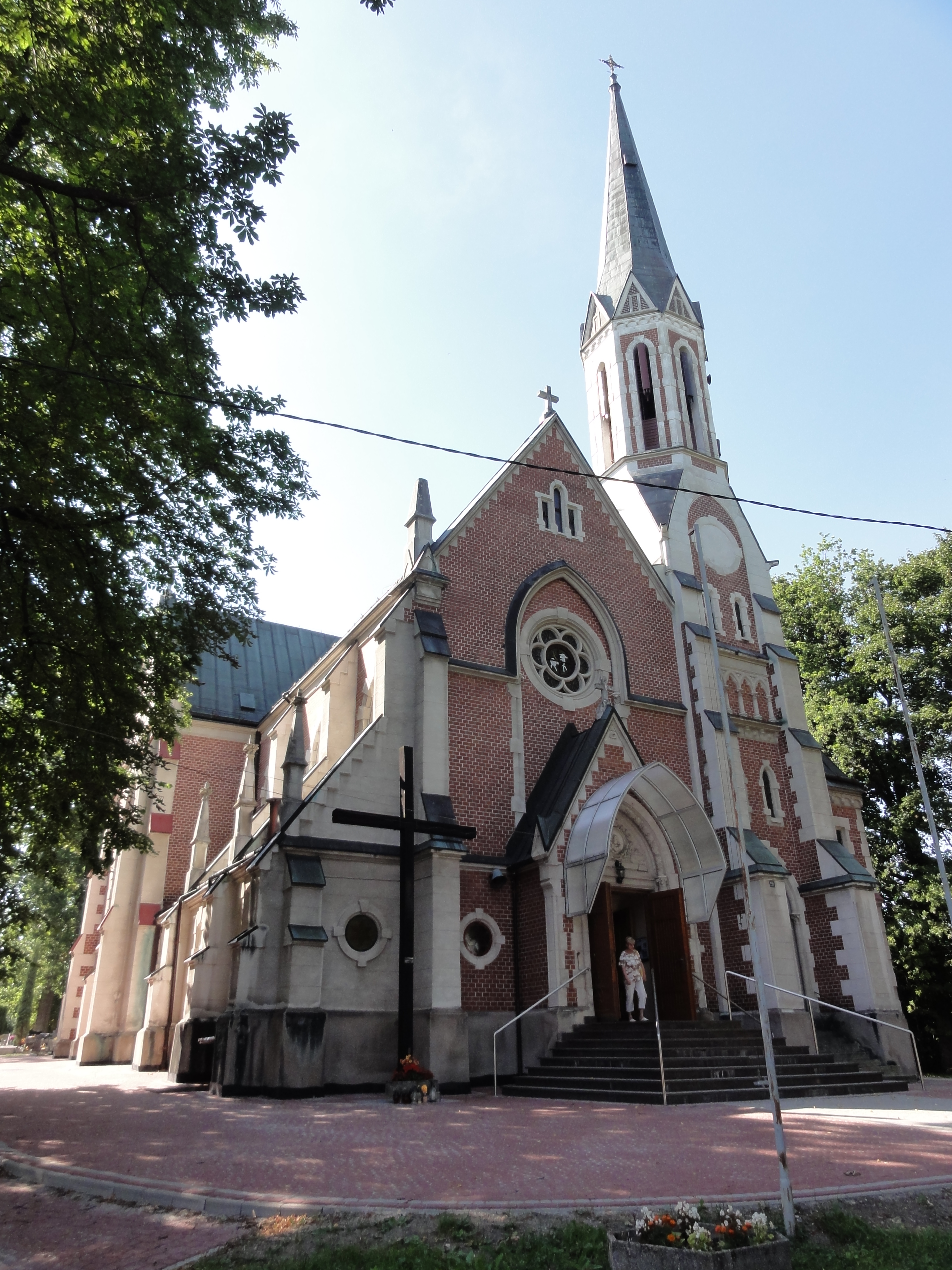
Kościół w Kamienicy koło Bielska-Białej, 1899

## Dzieła
- Klub Cyklistów Wiedeńskich przy Rötzergasse 16, 1893-1895
- Villa Mlaker w Kapfenbergu, 1898
- Kamienica w Wiedniu przy Hamburger Straße 6, 1899
- Kamienica w Wiedniu przy Paffrathgasse 6, 1899
- Kościół św. Małgorzaty w Kamienicy, 1899
- Kaplica cmentarna w Kamienicy (ob. dzielnicy Bielska-Białej), 1900
- Kościół ewangelicki w Trutnovie, 1900
- Kościół katolicki Odkupiciela w Mürzzuschlag, 1900
- Kamienica Ludwiga Köllnera w Wiedniu przy Große Sperlgasse 12, 1901
- Kamienica w Wiedniu przy Böcklinstraße 48, 1901
- Kamienica w Wiedniu przy Hofmühlgasse 18, 1901
- Kamienica w Wiedniu przy Millöckergasse 6, 1902
- Kamienica w Wiedniu przy Zollergasse 25, 1903
- Kamienica w Wiedniu przy Zollergasse 15, 1904
- Kamienica w Wiedniu przy Große Sperlgasse 25, 1906
- Kamienica w Wiedniu przy Haidgasse 4, 1906
- Kościół katolicki Serca Jezusowego w Stockern, 1907-1908
- Kamienica w Wiedniu przy An der Hülben 1, 1909
- Kamienica w Wiedniu przy Capistrangasse 2-4, 1910
- Kamienica w Wiedniu przy Neubaugasse 31, 1910
- Kamienica w Wiedniu przy Theobaldgasse 17, 1910
- Kościół katolicki w Weinern, 1910
- Kamienica w Wiedniu przy Graben 16, 1912 (wraz z Pietro Palumbo)
- Kamienica w Wiedniu przy Nelkengasse 4, 1912
- Kamienica przy Habsburgergasse 3, 1912